# مستقبل سيتوكين

الخطوات الرئيسية لمسار JAK-STAT للنوعين الأول والثاني من مستقبلات السيتوكينات.

مستقبلات السيتوكين (بالإنجليزية: Cytokine receptor)‏ هي مستقبلات غشائية تعمل على ربط بروتينات السيتوكين. اكتسبت مستقبلات السيتوكين خلال السنوات الأخيرة، اهتمام عدد أكبر من الباحثين أكثر من السيتوكين نفسه، ويعزى ذلك جزئيا إلى خصائصها البارزة، وإلى حد ما إلى كون النقص في مستقبلات السيتوكين يرتبط الآن بشكل مباشر ببعض حالات نقص المناعة المنهكة. في نفس الصدد، وأيضا لأن التكرار والتعدد الظاهري لبروتينات السيتوكين هو ناتج بالأساس عن مستقبلاته المتماثلة، ترى العديد من المراجع الآن أن تصنيف مستقبلات السيتوكينات سيكون أكثر فائدة من الناحية السريرية والتجريبية.

## التصنيف
على الرغم من أن تصنيف مستقبلات السيتوكين وفقا لهيكلها ثلاثي الأبعاد هو أمر مرهق على ما يبدو، إلا أنه يقدم وجهات نظر مختلفة وفريدة من نوعها لتحقيق أهداف علاجية. وفقا لهذا الطرح يمكن تقسيم مستقبلات السيتوكين إلى العائلات التالية :
- مستقبلات السيتوكين من النوع الأول، والتي يمتلك أعضاؤها بعض العناصر المحفوظة في مجال الحمض أميني خارج الخلية. ينتمي مستقبل الإنترلوكين 2 إلى هذه السلسلة، حيث يكون نقص سلسلة γ (المشترك ادى العديد من السيتوكينات الأخرى) مسؤولا بشكل مباشر عن شكل العوز المناعي المشترك الشديد المرتبط بالكروموسوم X المعروف اختصارا باسم "X-SCID".
- مستقبلات السيتوكين من النوع الثاني، التي يتكون أعضاؤها بشكل أساسي من مستقبلات الإنترفيرون.
- الغلوبيولين المناعي (Ig)، الموجود في كل مكان في عديد من خلايا وأنسجة الفقاريات.
- مستقبلات عامل نخر الورم، التي يتشارك أعضاؤها في مجال ربط خارج خلوي غني بالسيستئين. تتضمن هذه العائلة أيضا وبالإضافة إلى الربيطات التي تحمل اسم العائلة (TNF)، ربيطات أخرى غير سيتوكينية كالمستقبلات (عنقود التمايز 40، عنقود التمايز 27 وعنقود التمايز 30).
- مستقبلات كيموكين، التي هي مستقبلات مقترنة بالبروتين G، يعمل اثنان منها يعملان كبروتينات رابطة لفيروس العوز المناعي البشري (CXCR4 وCCR5).
- مستقبلات عامل بيتا المحول للنمو، وهي مستقبلات كيناز ثريونين أو سيرين.

## الذوبانية
تتميز مستقبلات السيتوكين بقدرتها على الارتباط بالغشاء وقابليتها للذوبان في نفس الوقت. مستقبلات السيتوكين القابلة للذوبان هي بمثابة منظّمات شائعة للغاية لوظيفة السيتوكين. تتكون مستقبلات السيتوكينات القابلة للذوبان عموما من الأجزاء الخارج خلوية للمستقبلات المرتبطة بالغشاء..